# Ankylopteryx (Ankylopteryx) delicatula
Ankylopteryx (Ankylopteryx) delicatula is een insect uit de familie van de gaasvliegen (Chrysopidae), die tot de orde netvleugeligen (Neuroptera) behoort. 
Ankylopteryx (Ankylopteryx) delicatula is voor het eerst wetenschappelijk beschreven door Banks in 1937.